# Казатеја (Болцано)
Казатеја је насеље у Италији у округу Болцано, региону Трентино-Јужни Тирол.
Према процени из 2011. у насељу је живело 569 становника. Насеље се налази на надморској висини од 970 м.